# Portugalská literatura
Portugalská literatura je pojem, který má několik významů. Může jím být míněna literatura na území portugalského státu, ať už byla psaná v jakémkoli jazyce. Může být také míněna literatura portugalského národa, tedy i ta, kterou Portugalci vytvořili nikoli na území Portugalska. A může být definován rovněž jako literatura psaná v portugalském jazyce, často v bývalých portugalských koloniích, kde je portugalština nejrozšířenějším, nebo úředním jazykem - pak zahrnuje velkou část literatury brazilské, angolské či mosambické. Jediným spisovatelem tvořícím v portugalštině, který dosud získal Nobelovu cenu za literaturu, je José Saramago (1998). Nejvýznamnějším oceněním pro portugalsky píšící autory je Camõesova cena (O Prémio Camões) udělovaná od roku 1989.

## Vývoj

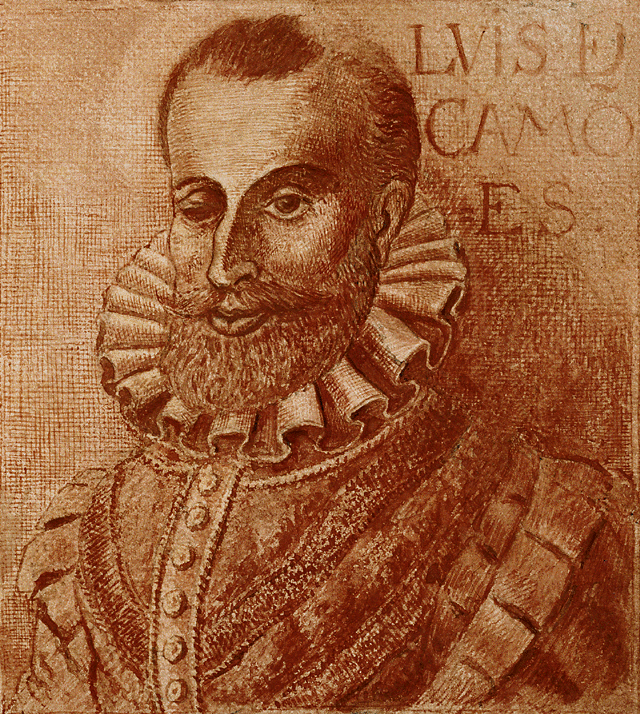
Luís de Camões

### 12. století – 16. století
K nejstarším literárním památkám v portugalštině (přesněji v jazyce galicijsko-portugalském) patří trubadúrské básně, které byly na konci 12. století shrnuty do třech zpěvníků. Ve 13. století se objevuje i významná dějepisná literatura, v níž vynikl Fernão Lopes. Zámořské objevy 16. století sebou přinesly žánr cestopisu (často nedůvěryhodného a fantaskního), jenž došel svého vrcholu v díle Ferñaa Mendese Pinta. Ve stejné době se objevila řada tzv. rytířských románů a také románů pastýřských, jako byla Diana Jorge de Montemora (psaná ovšem ve španělštině). Renesance, kterou do Portugalska vnesl Francisco de Sá de Miranda, se výrazně projevila v dramatu (Gil Vicente) a v poezii, zvláště v díle Luís de Camõese, jenž se stal národním básníkem a jeho báseň Os Lusíadas zná ze školy každý Portugalec.

### 17. – 18. století
Klíčovou osobností baroka v 17. století byl v mnoha žánrech tvořící Francisco Manuel de Melo. António Vieira se v této době proslavil spisy náboženskými. Důležitým obdobím ve vývoji portugalské literatury je 2. polovina 18. století. Lze ho označit za neoklasické, ovšem v Portugalsku se hovoří o éře tzv. arkadismu. Jeho nejvýraznějším představitelem byl Manuel Maria Barbosa du Bocage.

### 19. – 20. století

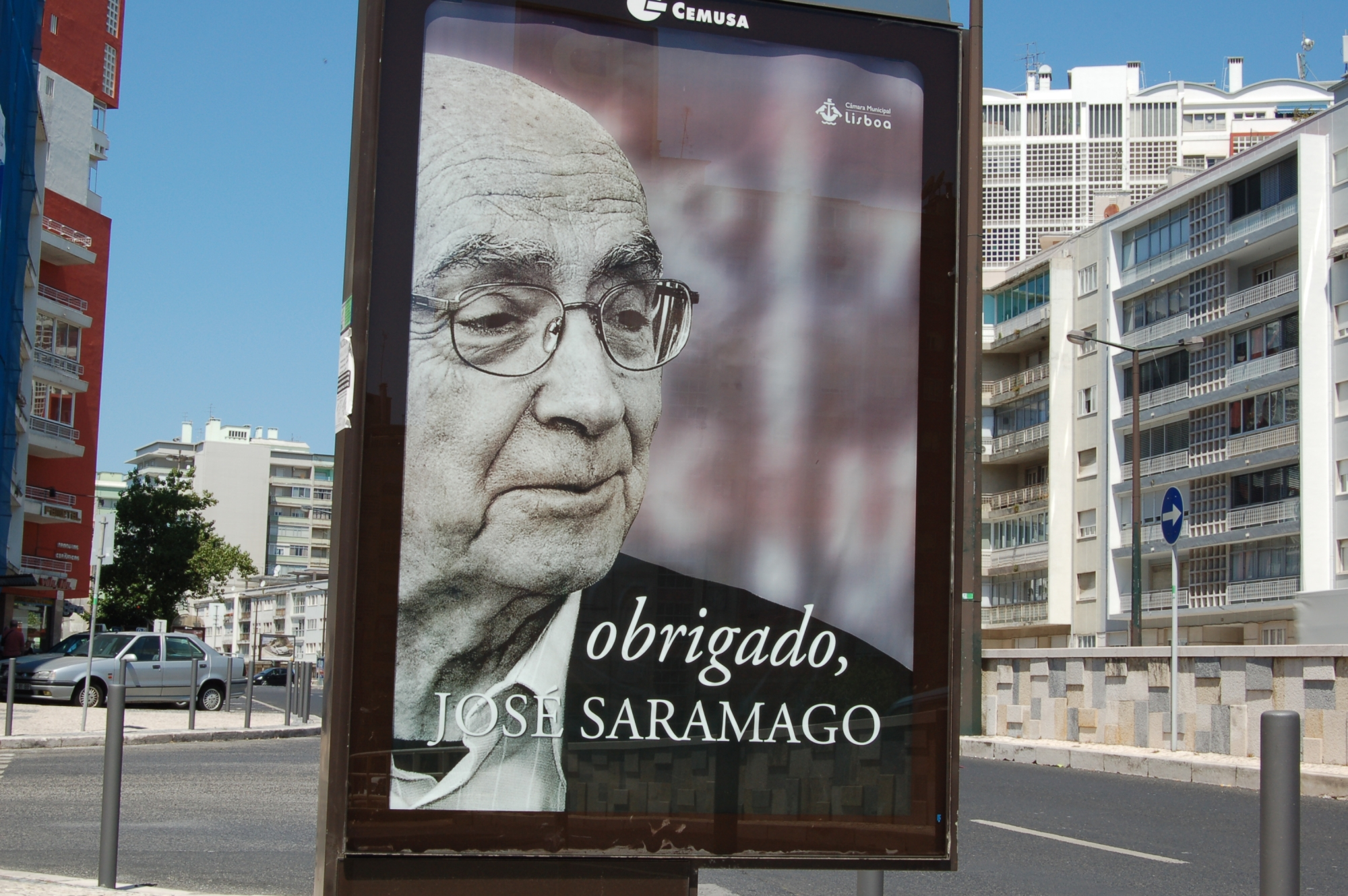
José Saramago

Jako v jiných literaturách, přišla v 19. století vlna romantismu. V Portugalsku, na rozdíl od jiných zemí, se projevila více v próze než v poezii (Almeida Garrett, Alexandre Herculano, Camilo Castelo Branco, João de Deus, Júlio Diniz). Také realismus druhé poloviny 19. století přinesl jednoho mimořádného romanopisce - José Mariu de Eça de Queirós. Doba také přála pozitivistické literární teorii (Teófilo Braga). Ovšem k realismu lze přičlenit i některé básníky té doby (sociálně-kritický Antero de Quental či antiklerikální Junqueiro Guerra). V Brazílii v té době naopak ještě dozníval romantismus, reprezentovaný zvláště Joaquimem Mariou Machado de Assisem. Na konci 19. století zpracoval modernistické impulsy nejoceňovanějším způsobem básník Fernando Pessoa, označovaný stejně jako Camões za národního básníka. V Brazílii modernismus dozníval opět později, zvláště v díle romanopisce Jorge Amada či básníků Mária de Andradeho, Carlose Drummonda de Andradeho či Vinicia de Moraese. Meziválečné literatuře dominoval tzv. neorealismus (Miguel Torga, José Maria Ferreira de Castro, Fernando Gonçalves Namora).
Z poválečných autorů vynikli José Saramago, António Lobo Antunes, José Luís Peixoto či Sophia de Mello Breyner Andresenová. V Brazílii se přihlásil magický realismus, oblíbený v celé latinské Americe (João Guimarães Rosa), či různé formy levicového aktivistického umění (Augusto Boal).